# Озёра Хакасии
Озёра Хакасии — природные водоёмы в котловинах, заполненные в пределах озёрного ложа водными массами и не имеющие одностороннего уклона. На территории Республики Хакасия насчитывается около 1000 разнообразных по размерам, степени проточности и солёности озёр.
Основную их массу составляют каровые и моренные, приуроченные к горным областям Западного Саяна и Кузнецкого Алатау. Эти озёра пресные и ультрапресные, сравнительно небольшие по размерам. Многие из них служат истоками рек. Около 500 озёр Хакасии относятся к весьма крупным, имеющим площадь водной поверхности более 10 га, более 100 из них — солёные. Пресные и солоноватые озёра обладают той или иной степенью проточности, солёные, как правило, бессточные. Те и другие расположены, главным образом, в пределах Минусинских котловин.
Наиболее крупные пресные озёра:
- Иткуль (площадь зеркала 23,3 км², глубина до 17 м),
- Чёрные (в Ширинском и Алтайском районах),
- Фыркал,
- Ошколь,
- Бугаево.

Солёные озера представляют собой конечные водоёмы бессточных областей степной, засушливой зоны. Наиболее крупные из них —
- Белё (площадь зеркала 75 км², глубина до 48,2 м),
- Шира (35,9 км², глубина до 21,8 м),
- Тус,
- Джирим,
- Власьево,
- Горькое,
- Улуг-Коль,
- Усколь,
- Алтайское,
- группа Матаракских, Красненьких, Утичьих озер.

В пределах Республики Хакасия выделяется ряд бессточных областей, приуроченных к Северно- и Южно-Минусинским котловинам и характеризующихся своеобразными озёрными, а иногда и речными ресурсами:
1. Белё-Ширинская бессточная область — площадью около 3600 км², включает смежные бассейны озёр Белё, Иткуль, Шира, Матарак, Шунет, Тус, Джиримское, Утичьих, Красненьких. В озеро Белё впадает река Туим, в озеро Иткуль — река Карыш, в озеро Шира — река Сон; остальные озёра постоянных притоков не имеют.
2. Улуг-Кольская бессточная область — в Уйбатской степи, имеет площадь около 620 км². Образована, в основном, бассейнами озёр Улуг-Коль и примыкающим к нему рядом более мелких бассейнов озёр Усколь, Талое, Чалгысколь.
3. Алтайская бессточная область — площадью около 200 км², образована котловинами озёр Алтайское (Куринка), Малая Куринка, Черемушка, Березовое.
4. Сользаводская и
5. Утинские бессточные области — площадью около 140 и 25 км² соответственно, образованы котловинами озёр Солёное, Новотроицкое, Утиное.

В центральной части Минусинской котловины расположены малые и неглубокие озёра. Особенно большое скопление преимущественно солёных, заболоченных по берегам озёр имеется в центральной части Койбальской степи (Алтайский район) в урочище Сорокаозёрки (озёра Столбовое, Адайколь, Окельколь и др.). В связи с ирригационным строительством в республике появились искусственные водоёмы. Так, водами из Абаканского канала заполнены озёра Красное и Наливное (Абаканское), из Койбальской оросительно-обводнительной системы — озера Красное и Сосновое.
Список озёр.
Алтайский район.
Куринка, Малая куринка, Черёмушки, Берёзовое(Алтайский район), Бугаево, Собачье(Алтайский район), Кошарное, Турпанье, Сметенколь, Столбовое, Харыхколь, Орасттай, Сашкино, Пахотное, Луговое, Тальниковое  Кочечное, Белоярское, Большое Поповское.
Аскизский район.
Баланкуль, Солёное(Ханкуль), Кызын-Куль, Камышта, Ахколь, Бейка
Бейский район.
Чёрное(Новоенисейский сельсовет), Заливное, Птичье, Карасевое, Красное(Кирбинский сельсовет), Вязкое(Бейский район), Красное(Новоенисейский сельсовет), Белое, Подгорное, Сосновое(Хурлана), Чёрное(Бейский сельсовет), Чёрное(межселённые территории Бейского района), Солёное, Копытово, Утиное, Татарское, Дехановка, 2-е Большое, Красное(Бондарёвский сельсовет), Круглое(Бейский район), Песчаное, Артыкколь, Худжур, Двинка, Салабол.
Боградский район.
Горькое, Большое Дикое, Заводское, Сон.
Орджоникидзевский район.
Ивановское, Болотистое, Верхнее Ивановское, Сердце, Чёрное(Приисковый сельсовет), Каскадное, Медвежье, Прощения, Карасук, Агаскыр, Костинское, Канголь, Сульфатное, Сульфатское, Сундук, Долгое, Высокое, Верхнее, Среднее Канымское, Чёрное(Гайдаровский сельсовет).
Таштыпский район.
Каракуль, Окунёвое(Таштыпский район), Бедуйское, Мелкое, Каирсуну Экикуль, Улуг-Холь, Позарым, Улуг-Мунгашхоль, Маранкуль, Анзеркуль, Мунгушколь, Стоктышские озёра, Агафонова.
Усть-Абаканский район.
Окунёво(Усть-Абаканский район), Камышовое(Усть-Абаканский район), Красное(Усть-Абаканский район), Капчалы, Круглое(Усть-Абаканский район), Хызылколь, Нижний Хызылколь, Солёный, Верхний Хызылколь, Хулколь, Патага, Чазыколь, Изыхтагский Харасуг, Терпекколь, УлугКоль, Хымызколь, Чалгысколь, Сухое(Усть-Абаканский район), Усколь, Харасуг, Наливное, Красное(Усть-Абаканский район), Сартыгайское, Харатас, Харлыгколь, Витианави, Хунухузух, Круглое(Усть-Бюрский сельсовет), Инь-Ян, Круглое Туралыгское.
Ширинский район.
Шира, Иткуль Белё, Тус, Фыркал, Джиримское, Аврас, Власьево, Орлово, Собачье, Домежак, Утичье 1-е, Утичье 2-е, Утичье 3-е, Красное Озерко, Красненькие озёра(123), Сухое(Ширинский район), Красное(Ширинский район), Вязкое(Ширинский район), Киприно, Камышовое(Ширинский район), Слабитильное, Кульбюрстюг, Ошколь, Чёрное(Ширинский район), Круглое(Ширинский район), Тушинино, Камышовое(Ширинский сельсовет), Таченвское, Берёзовое(Ширинский район), Палтан, Спиринские озёра, Шунет, Матарак, Чаласколь, Чёртово, Волчье, Абумова, Рейнголь, Исток-Туз, Подкова.
Муниципальное образование Сорск.
Баланколь, Узунколь, Пионерское, Тёплое, Торчан, Пазыколь, Малый Торчан, Малое, Игерколь, Узунколь(2-е)

## Минерализация
Большинство хакасских озёр отличается повышенной минерализацией, что обусловлено, главным образом, характером подстилающих пород, девонские отложения которых являются часто соленосными. Многие из этих озёр в засушливое лето пересыхают, превращаясь в солончаки с белой коркой соли на поверхности. Наиболее минерализованными (до 92—149 г/дм³) являются озёра Тус, Алтайское-1, Камышовое. По химическому составу воды озёр с минерализацией более 3 г/дм³ сульфатные, хлоридные, сульфатно-хлоридные натриевые; менее 3 г/дм³ — гидрокарбонатно-сульфатные, гидрокарбонатно-хлоридные натриевые. 24 водоёма, с минерализацией более 10 г/дм³ могут быть использованы для ванн и купаний в лечебных целях. С озёрами связаны многочисленные месторождения солей. Большие скопления солей имеются на дне озера Фыркал, запасами мирабилита известны озёра Варчее, Тусколь. На многих озёрах Усть-Абаканского, Алтайского и Бейского районов в прошлом велась добыча соли, работали примитивные солеваренные заводы (например, Алтайский солеваренный завод на Алтайском озере). На дне некоторых озёр, наряду с солью, имеются слои целебной грязи. В этом отношении особенно выделяется озеро Шунет (вблизи курорта «Шира»). Также имеются свидетельства о наличии лечебных грязей в озёрах Ханкуль, Тус, Власьево, Горькое, Джирим и др.

## Рыбопромысловое значение
Рыбопромысловое значение озёр невелико, хотя некоторые в настоящее время используются для рыборазведения ценных промысловых пород рыбы. Отдельные озёра в весеннее и осеннее время служат местом скопления перелётных птиц. Часть их остаётся здесь для гнездования. Большинство озёр Хакасии являются живописными уголками природы, активно используются как места отдыха.

## Внешние ссылки
- Озера Хакасии - видео Архивная копия от 3 мая 2016 на Wayback Machine